# Endocrine Reviews
Endocrine Reviews, abgekürzt als Endocr. Rev., ist eine wissenschaftliche Fachzeitschrift, die von der Endocrine Society veröffentlicht wird. Die erste Ausgabe erschien im März 1980. Derzeit erscheint die Zeitschrift alle zwei Monate. Es werden Übersichtsartikel sowie neue Erkenntnisse aus allen Bereichen der Endokrinologie veröffentlicht.
Der Impact Factor lag im Jahr 2014 bei 21,059. Nach der Statistik des ISI Web of Knowledge wird das Journal mit diesem Impact Factor in der Kategorie Endokrinologie und Metabolismus an erster Stelle von 128 Zeitschriften geführt.
Chefherausgeber ist Ashley Grossman (University of Oxford, Vereinigtes Königreich).